# Municipio Simón Rodríguez (Táchira)
Simón Rodríguez es uno de los 29 municipios que forman parte del Estado Táchira en Los Andes de Venezuela. Su capital es la población de San Simón. Tiene una extensión de 69 km², según estimaciones del INE su población para el año 2007 es de 3000 habitantes.

## Historia
Las primeras referencias sobre el actual territorio de San Simón se remontan al siglo xvii. El 30 de julio de 1657, don Cristóbal Rosales y don Manuel de Villalobos descubrieron el valle del Escalante, que servía de refugio a grupos indígenas. A este lugar se le dio el nombre de “Valle Yeguines y Buroquías”. Aunque no se dejó acta formal de fundación, estos hechos marcaron el inicio del poblamiento de la zona, y de allí deriva el nombre de la aldea Buroquía.

### Desarrollo en elsigloxvii
En 1832, San Simón aparece registrado con el nombre de Yeguines como parte del cantón de Bailadores, en el estado Mérida. El 24 de febrero de 1849, el terremoto de Zea destruyó gran parte del poblado, dejando un saldo de 29 víctimas fatales. A pesar de la devastación, el nombre de Yeguines perduró en la memoria histórica hasta ser reemplazado por el de San Simón.
El 10 de octubre de 1850 se considera la fecha de fundación de San Simón como asentamiento formal, ubicado en una región selvática a orillas del río Escalante. Se atribuye el nombre a un labriego llamado Simón, quien fue uno de los primeros en establecerse en el valle, seguido por los hermanos Lorezi y Gaspar, y por Narciso Toro.
En 1870, San Simón fue incorporado al departamento Pueblo Hondo, y el 1 de abril de ese año se fundó el tribunal local. En 1874, fue oficialmente nombrado como municipio.

### Vida religiosa y cultural
El 14 de marzo de 1878 se encendió el culto religioso en el pueblo, cuando Francisco Miguel y José Antonio donaron un terreno de 55 metros de latitud para la construcción de una capilla católica. Esta fue dedicada al Arcángel San Miguel y a San Antonio de Padua. Desde entonces, San Miguel Arcángel es el patrono del pueblo, y su festividad se celebra cada 29 de septiembre. El 28 de octubre se conmemora el onomástico de San Simón y el natalicio de Simón Rodríguez.
El 13 de marzo de 1884, San Simón fue proclamado parroquia civil, y se designó como primer jefe civil al señor Antonio Sánchez.

### Comunicaciones y modernización
En 1910, las casas comerciales de José Adriani (Zea) y Domingo Adriani (San Simón) establecieron una línea telefónica entre ambas localidades. El servicio de correo se implementó en 1935, y en 1949 se fundó el servicio de telégrafo.
Entre 1952 y 1956, con la construcción de la carretera Panamericana, surgieron nuevos poblados en sus márgenes como Coloncito, Boconó y La Tendida. Esto llevó a la reestructuración territorial del municipio, y San Simón perdió varias de sus aldeas más prósperas, que pasaron a formar parte de los nuevos municipios Panamericano y, posteriormente, Samuel Darío Maldonado.

### Autonomía municipal
El 13 de julio de 1995, San Simón fue separado del municipio Samuel Darío Maldonado y elevado a municipio autónomo con el nombre de municipio Simón Rodríguez.

## Geografía

### Límites
- Limita al NORTE 
  - Municipio Samuel Darío Maldonado

- Limita al SUR 
  - Municipio Jáuregui
  - Estado Mérida

- Limita al ESTE 
  - Estado Mérida

- Limita al OESTE 
  - Municipio Jáuregui.

### Organización Parroquial
El municipio Simón Rodríguez cuenta con una (01) parroquia denominada San Simón.
| Parroquia                 | Superficie | Población  | Densidad       | Capital   |
| ------------------------- | ---------- | ---------- | -------------- | --------- |
| 1.) San Simón             | km²        | hab.       | hab./km²       | San Simón |
| Municipio Simón Rodríguez | 69 km²     | 2.121 hab. | 30,74 hab./km² | San Simón |

## Política y gobierno

### Alcaldes
| Período     | Alcalde           | Partido político / Alianza | % de votos | Notas |
| ----------- | ----------------- | -------------------------- | ---------- | --- |
| 1995 - 2000 | Francisco Márquez |                            | -          | Primer alcalde bajo elecciones directas (se realizaron elecciones generales adelantadas en el 2000 debido a la aprobación de la Constitución de 1999) |
| 2000 - 2004 | Francisco Márquez |                            | 67,28      | Reelecto |
| 2004 - 2008 | Francisco Márquez |                            | 63,24      | Reelecto |
| 2008 - 2013 | Carlos Apolinar   |                            | 59,72      | Segundo alcalde bajo elecciones directas (se postergan 1 año las elecciones municipales pautadas para finales del 2012)                               |
| 2013 - 2017 | Carlos Apolinar   |                            | 58,11      | Reelecto |
| 2017 - 2019 | Eleazar Márquez   |                            | 55,98      | Tercer alcalde bajó elecciones directas.El alcalde Eleazar Marquez renunció por motivos de salud.                                                     |
| 2019 - 2021 | Margarita Marquez |                            |            | Alcaldesa encargada, designada por el Concejo Municipal hasta realizar las elecciones regionales de Venezuela de 2021.                                |
| 2021 - 2025 | Carlos Márquez    |                            | 60,82      | Cuarto alcalde bajó elecciones directas |
| 2025 - 2029 | Carlos Márquez    |                            |            | Reelecto |

### Concejo municipal
Período 1995 - 2000
| Concejales:         | Partido político / Alianza |
| ------------------- | -------------------------- |
| Miriam de Contreras | COPEI                      |
| Anatolio Pineda     | COPEI                      |
| Carlos Apolinar     | COPEI                      |
| Aaron Marquez       | AD                         |
| Hildebrando Rivas   | CONVERGENCIA               |

Período 2000 - 2005
| Concejales:         | Partido político / Alianza |
| ------------------- | -------------------------- |
| Carlos Apolinar     | COPEI                      |
| Miriam de Contreras | COPEI                      |
| Anatolio Pineda     | COPEI                      |
| Aaron Marquez       | AD                         |
| Blas Medina         | MVR                        |

Período 2005 - 2013
| Concejales:     | Partido político / Alianza |
| --------------- | -------------------------- |
| Carlos Apolinar | COPEI                      |
| Anatolio Pineda | COPEI                      |
| Ludy Vivas      | COPEI                      |
| Leoncio Ramírez | COPEI                      |
| Aaron Marquez   | AD                         |

Período 2013 - 2018
| Concejales       | Partido político / Alianza |
| ---------------- | -------------------------- |
| Yumary Contreras | MUD                        |
| Zamahel Apolinar | MUD                        |
| Aaron Marquez    | MUD                        |
| Ludy Vivas       | MUD                        |
| Leudyn Contreras | PSUV                       |

Período 2018 - 2021
| Concejales        | Partido político / Alianza |
| ----------------- | -------------------------- |
| Zamahel Apolinar  | COPEI                      |
| Jakelin Guerrero  | COPEI                      |
| Carlos Márquez    | COPEI                      |
| Margarita Márquez | COPEI                      |
| Juan Manuel Ruiz  | PSUV                       |

Período 2021 - 2025
| Concejales      | Partido político / Alianza |
| --------------- | -------------------------- |
| Nancy Méndez    | COPEI                      |
| Usmar Márquez   | COPEI                      |
| José Márquez    | COPEI                      |
| Solanyi Morales | COPEI                      |
| Elva Omaña      | PSUV                       |